# Euryptera nigrosuturalis
Euryptera nigrosuturalis är en skalbaggsart som beskrevs av Julius Melzer 1935. Euryptera nigrosuturalis ingår i släktet Euryptera och familjen långhorningar. Inga underarter finns listade i Catalogue of Life.